# Congresul I al Partidului Comunist Român
Congresul I al Partidului Comunist Român a fost prima conferință a comuniștilor din Regatul României, având loc între 9 și 12 mai 1921 la București. 

## Desfășurare
În cadrul Congresului, membrii mișcării comuniste active în nou-formata Românie Mare s-au întrunit cu scopul de a se organiza într-o singură mișcare aflată în conformitate cu Internaționala a III-a de la Moscova. 
Congresul a fost marcat de numeroase incidente, datorate lipsei de organizare a mișcării și ostilității din societatea românească de la acel moment față de ideile comunismului. În ziua de 10 mai, sărbătorită la acel moment drept Ziua Regelui, mulți dintre membrii congresului s-au temut să se prezinte, de frica de a fi agresați de autorități.
În ultima zi a Congresului, 12 mai, acesta va fi întrerupt chiar în momentul declarației aderării la Internațională de către poliție. Un mare număr dintre cei care își dăduseră acordul afilierii vor fi arestați.

## Importanță
În perioada comunistă, autoritățile vor mitifica Congresul ca fiind momentul de naștere al Partidului Comunist Român. De cele mai multe ori, finalul real al acestuia va fi omis, ori va fi schimbat pentru a beneficia narativei oficiale. Astfel, în 1951 Gheorghe Gheorghiu-Dej va declara că afilierea la Internaționala a III-a va apuca să fie oficializată în prima zi de după Congres, 13 mai. În realitate, la acel moment cei mai mulți membrii ai partidului erau deja arestați.